# Кіт (тайфун, 1997)
Тайфун Кіт (англ. Typhoon Keith, міжнародне позначення: 9725, позначення JTWC: 29W) — десятий супертайфун з 11 супертайфунів рекордного сезону тихоокеанських тайфунів 1997 року. Цей тропічний циклон утворився з екваторіальної області низького тиску 26 жовтня. Через два дні поступового розвитку, 30 жовтня, він пройшов період швидкого підсилення, а максимальний постійний вітер збільшився до 54 м/с. 1 листопада шторм ще підсилився і досяг сили супертайфуну із максимальними постійними вітрами 80 м/с. Наступного дня тайфун пройшов між островами Рота і Тінітан з Північних Маріанських островів. Після кількох коливань, з 5 листопада тайфун почав поступово втрачати силу та прискорив рух на північний схід. 8 листопада він перетворився на позатропічний циклон.
Незважаючи на проходження біля островів, на жодному з них сила вітру не перевисила 47 м/с, однак і ці вітри привели до руйнувань. Буль зруйновано понад 800 домів, а загальні збитки склали 15 млн доларів США (за цінами 1997 року). Жертв від тайфуну повідомлено не було, одна людина була поранена.